# Petr Ondrašík
Petr Ondrašík (ur. 8 listopada 1951 w Gottwaldovie) – czechosłowacki żużlowiec, występujący również na długim torze i na trawie.

## Życiorys

### Kariera sportowa
Ośmiokrotny medalista indywidualnych mistrzostw Czechosłowacji: trzykrotnie srebrny (1972, 1973, 1983) oraz pięciokrotnie brązowy (1974, 1979, 1980, 1982, 1984). Dwukrotny złoty medalista mistrzostw Czechosłowacji w parach (1979, 1980).
Czterokrotny finalista indywidualnych mistrzostw świata (Londyn 1978 – XVI miejsce, Chorzów 1979 – jako rezerwowy, Göteborg 1980 – XVI miejsce, Göteborg 1984 – XIV miejsce). Finalista mistrzostw świata par (Borås 1973 – VI miejsce). Dwukrotny brązowy medalista drużynowych mistrzostw świata (Wrocław 1977, Londyn 1979). 
Finalista indywidualnych mistrzostw świata na długim torze (Korskro 1985 – XVI miejsce). Finalista indywidualnych mistrzostw Europy na torze trawiastym (Nandlstadt 1983 – VII miejsce).
Zdobywca III miejsca w memoriale im. Zbigniewa Raniszewskiego (Bydgoszcz 1975).
Poza startami w lidze czeskiej, startował również w lidze brytyjskiej, w barwach klubów z Wolverhampton (1980), Eastbourne (1983) oraz Birmingham (1983).

### Życie prywatne
Ojciec Pavla Ondrašíka, również żużlowca.